# Carex polyschoenoides
Carex polyschoenoides är en halvgräsart som beskrevs av Kun Tsun Fu. Carex polyschoenoides ingår i släktet starrar, och familjen halvgräs. Inga underarter finns listade i Catalogue of Life.